# Synegia erythra
Synegia erythra är en fjärilsart som beskrevs av George Francis Hampson 1891. Synegia erythra ingår i släktet Synegia och familjen mätare. Inga underarter finns listade i Catalogue of Life.